# Kuddgelélav
Kuddgelélav (Collema fasciculare) är en lavart som först beskrevs av L., och fick sitt nu gällande namn av Weber och F.H.Wigg.. Kuddgelélav ingår i släktet Collema, och familjen Collemataceae. Enligt den svenska rödlistan är arten akut hotad i Sverige. Arten förekommer i Götaland, Svealand och Övre Norrland. Arten har tidigare förekommit i Nedre Norrland men är numera lokalt utdöd. Artens livsmiljö är skogslandskap, jordbrukslandskap.